# Ai, Wilson Vai!
" Wilson Vai!" é uma paródia da canção "I Will Survive" - grande sucesso de Gloria Gaynor nos anos 1970 que se tornou um hit da comunidade gay e fez parte da trilha sonora do filme Priscilla a Rainha do Deserto (1994).
A letra de " Wilson Vai!" foi escrita pelo compositor maranhense Alberto Trabulsi, em  2003, para um bloco carnavalesco de São Luís - "Os Herdeiros do Aldemir" - e conta a história do casamento de um jovem, homossexual passivo, com Wilson, o capataz da fazenda de seu pai. Posteriormente, a paródia, na voz da cantora Luciana Pinheiro, começou a circular na Internet e a ser tocada em paradas gays e programas de televisão (Caldeirão do Huck, da rede Globo, e  Hermes e Renato, da MTV). Uma das versões postadas em 2006 no YouTube teve mais de 9,8 milhões de visualizações (até julho de 2023).